# Седово
Седово (укр. Великочудське) — посёлок в Кальмиусском районе Донецкой области Украины. В состав посёлка входит также подчинённый населённый пункт Обрыв.

## География
Расположен на Кривой Косе (побережье Азовского моря) в 58 км от станции Мариуполь.
Ближайшие населённые пункты: на северо-запад — Гусельщиково и город Новоазовск, на северо-восток — Обрыв, Холодное.

## История
Основан в 1750 году. Административно входил в состав Таганрогского округа области Войска Донского.
До 1941 года назывался Кривая Коса, с 12 мая 1941 года — посёлок имени Седова — в честь родившегося здесь в 1877 году известного полярного исследователя и гидрографа Георгия Яковлевича Седова.
В годы Второй мировой войны не менее 287 жителей Седова принимали участие в военных действиях на стороне Красной Армии, из них 97 погибли, 99 удостоены правительственных наград. В 1968 году в память о погибших земляках в посёлке был возведён обелиск.
С 27 августа 2014 Седово было оккупировано вооружёнными формированиями самопровозглашённой ДНР. Со 2 октября 2022 года — в составе аннексированной Российской Федерацией части Донецкой области.

## Население
Количество на начало года.
| Год  | Количество жителей |
| ---- | ------------------ |
| 1873 | 822                |
| 1897 | 2061               |
| 1959 | 3738               |
| 1970 | 2399               |
| 1975 | 2500               |
| 1979 | 2699               |
| 1987 | 2700               |
| 1989 | 2793               |
| 1992 | 2900               |
| 1998 | 2800               |
| 2002 | 2770               |
| 2003 | 2782               |
| 2004 | 2760               |
| 2005 | 2735               |
| 2006 | 2719               |
| 2007 | 2732               |
| 2008 | 2740               |
| 2009 | 2748               |
| 2010 | 2740               |
| 2011 | 2734               |
| 2012 | 2721               |
| 2013 | 2691               |
| 2014 | 2681               |
| 2015 | 2661               |

По итогам переписи населения в 2001 году, жители Седова родным языком назвали:
- русский язык — 2622 чел. (94,65 %)
- украинский язык — 137 чел. (4,95 %)
- армянский язык — 4 чел. (0,14 %)
- польский язык — 2 чел. (0,07 %)
- греческий язык — 1 чел. (0,04 %)
- болгарский язык — 1 чел. (0,04 %)
- молдавский язык — 1 чел. (0,04 %)

## Социальная инфраструктура
В посёлке имеется детский сад, музей, школа, дом культуры, амбулатория, аптека, 2 рынка (всесезонный и летний), более 20 пансионатов и баз отдыха.

## Достопримечательности
- В Седово находится отделение регионального ландшафтного парка «Меотида» и музей Г. Я. Седова.

- В посёлке имеется узкая полоса песчаных пляжей вдоль побережья Азовского моря.
- Большинство пансионатов и баз отдыха расположены в непосредственной близости от моря — от 20 до 100 м. Общественных пляжей (соответствующих нормам) не имеется.
- Центральная улица — Калинина. Основная часть курортной жизни посёлка сосредоточена на улице Комсомольской, где расположено множество пансионатов и развлекательных мест.

## Известные уроженцы
- Г. Я. Седов (1877—1914) — известный полярный исследователь, гидрограф
- И. И. Людников (1902—1976) — генерал-полковник, Герой Советского Союза

## Галерея

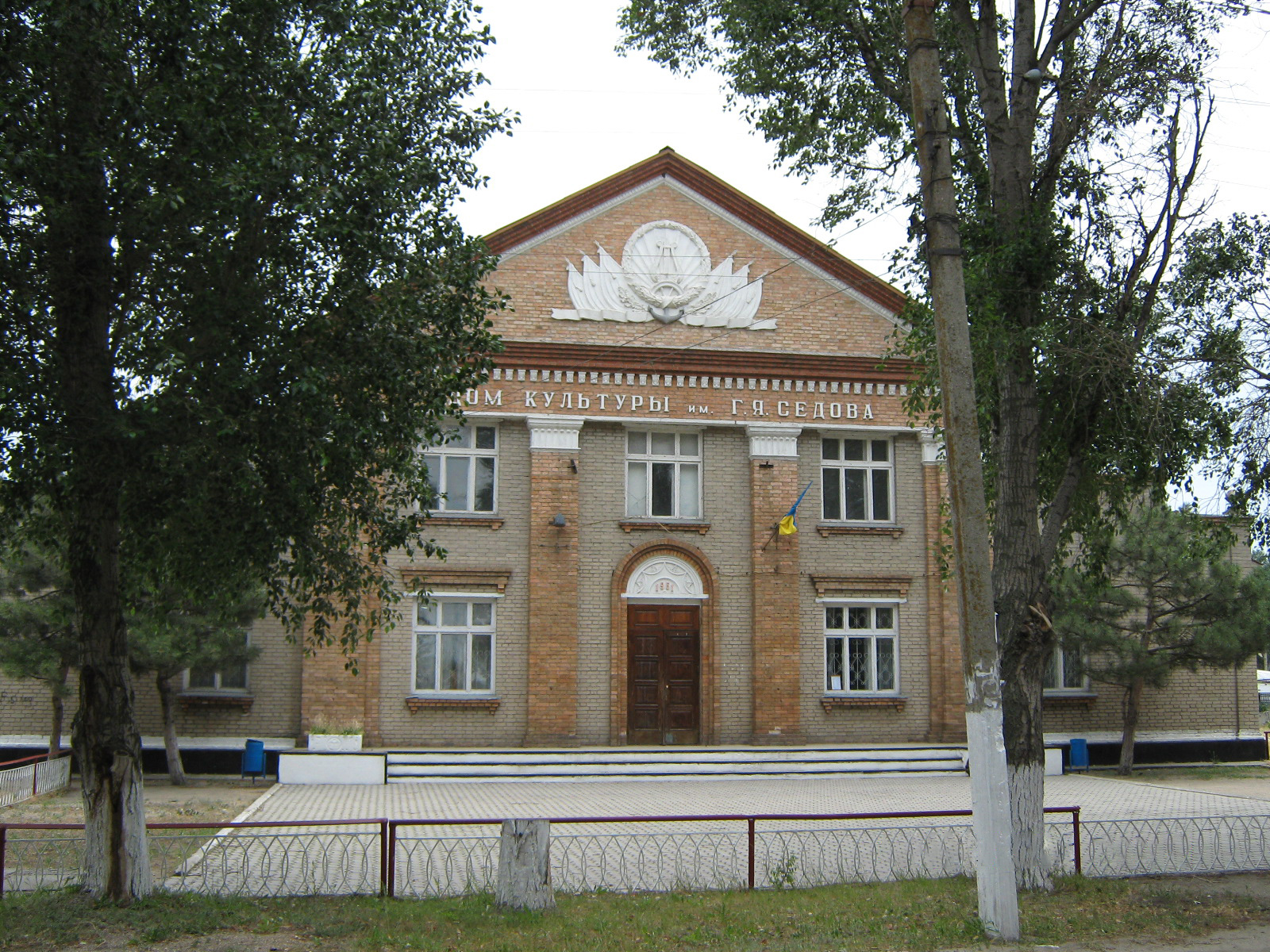
Дом культуры
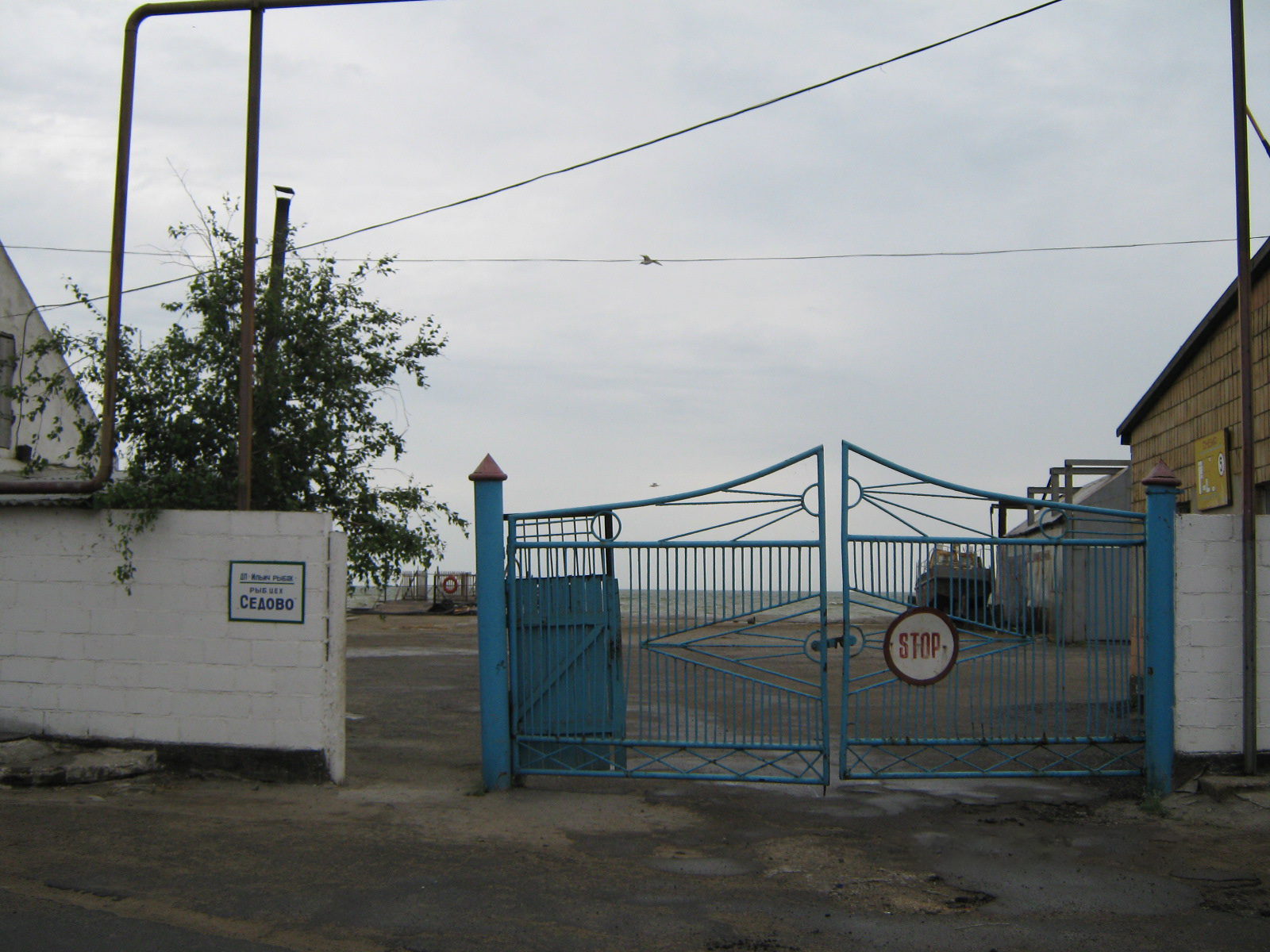
Рыбхоз
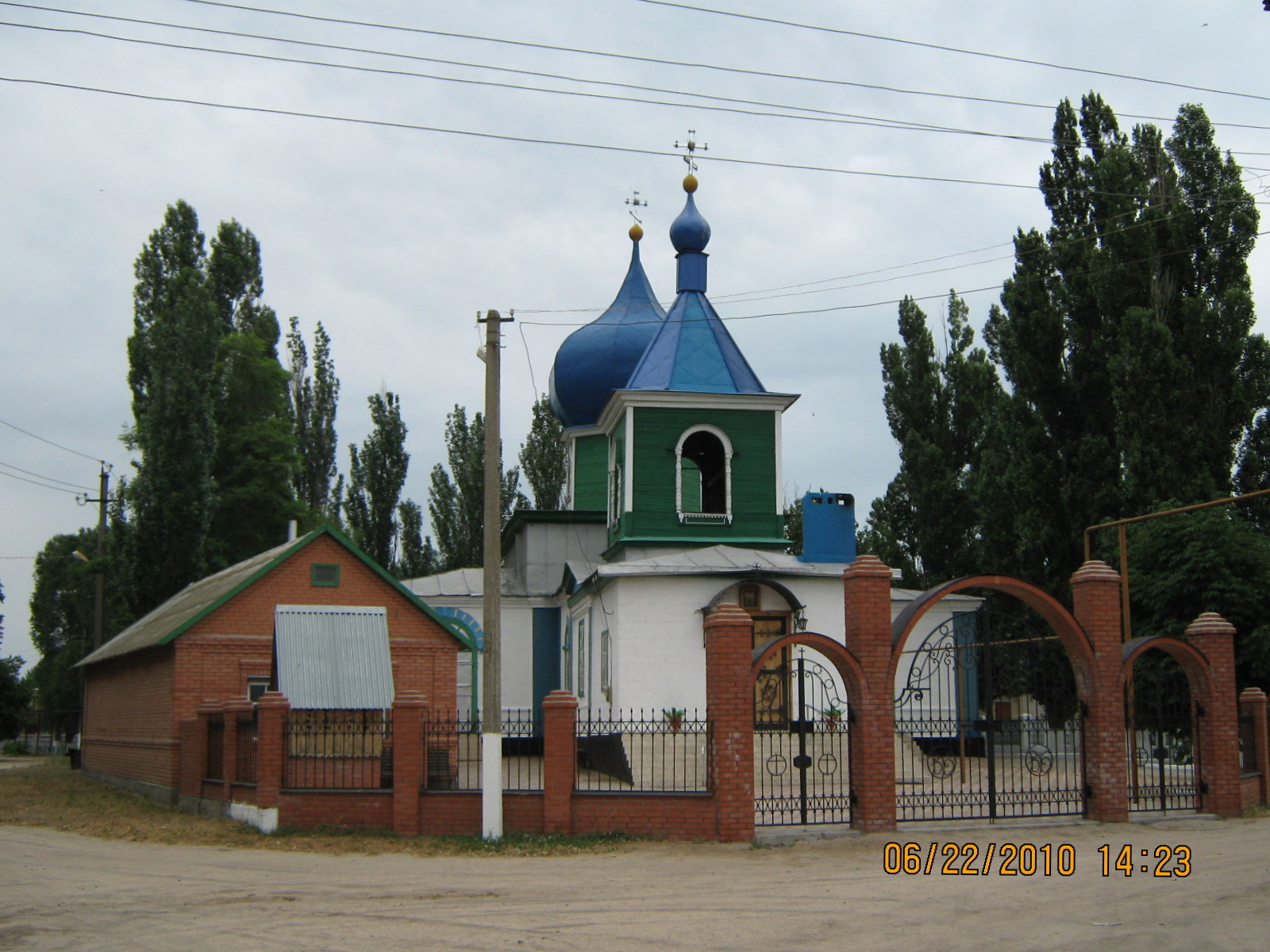
Церковь
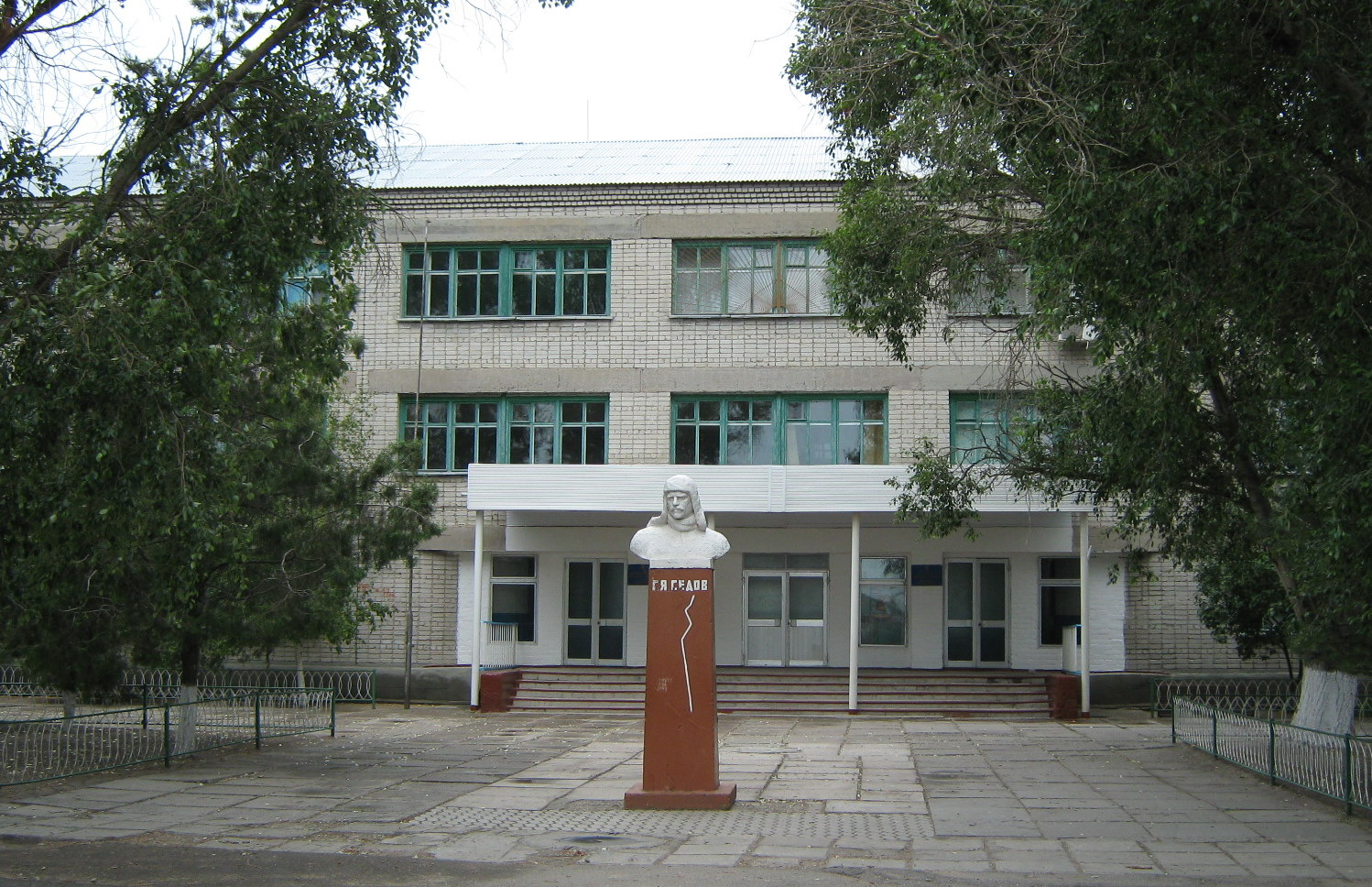
Школа